# Enicosanthum macranthum
Enicosanthum macranthum är en kirimojaväxtart som först beskrevs av George King och som fick sitt nu gällande namn av James Sinclair.
Enicosanthum macranthum ingår i släktet Enicosanthum och familjen kirimojaväxter. IUCN kategoriserar arten globalt som sårbar. Inga underarter finns listade i Catalogue of Life.